# Kaplica Wszystkich Świętych we Włoszczowie
Kaplica Wszystkich Świętych we Włoszczowie – kaplica wybudowana w latach 1786–1788 przez Ewę Małachowską, żonę Mikołaja Małachowskiego (cm. parafialny z XVII w.) w stylu klasycystycznym.